# Verso libero
Verso libero (italienisch „freier Vers“) ist in der italienischen Literatur die Bezeichnung für freie Verse, also Verse, die weder metrisch geregelt sind noch Reimbindung aufweisen und typischerweise auch nicht in regelmäßige Strophen gegliedert sind.
Der Begriff erscheint erstmals 1891 bei Francesco Flamini als direkte Übersetzung der französischen Bezeichnung vers libre. Zu unterscheiden ist er von dem reimlosen, weitgehend dem Blankvers entsprechenden Vers, der im 18. Jahrhundert auch als verso libero bezeichnet wurde, heute aber verso sciolto genannt wird.
In der italienischen Lyrik erschien der verso libero erstmals bei Domenico Gnoli (Fra terra e astri, 1903) und ungefähr gleichzeitig bei Gabriele D’Annunzio (Laus vitae, 1903). Konsequent fortgeführt und vollendet wurde der freie Vers dann bei den Futuristen, vor allem bei Marinetti, und den nachfolgenden expressionistischen und surrealistischen Dichtern. Als wichtiger Fürsprecher des liberismo und der liberisti gilt Enrico Thovez (Il poema dell'adolescenza, 1901; Il Pastore, il gregge e la zampogna, 1910). Eine bedeutende Rolle spielte der verso libero auch in der Lyrik des Crepuscolarismo.